# Pelikano

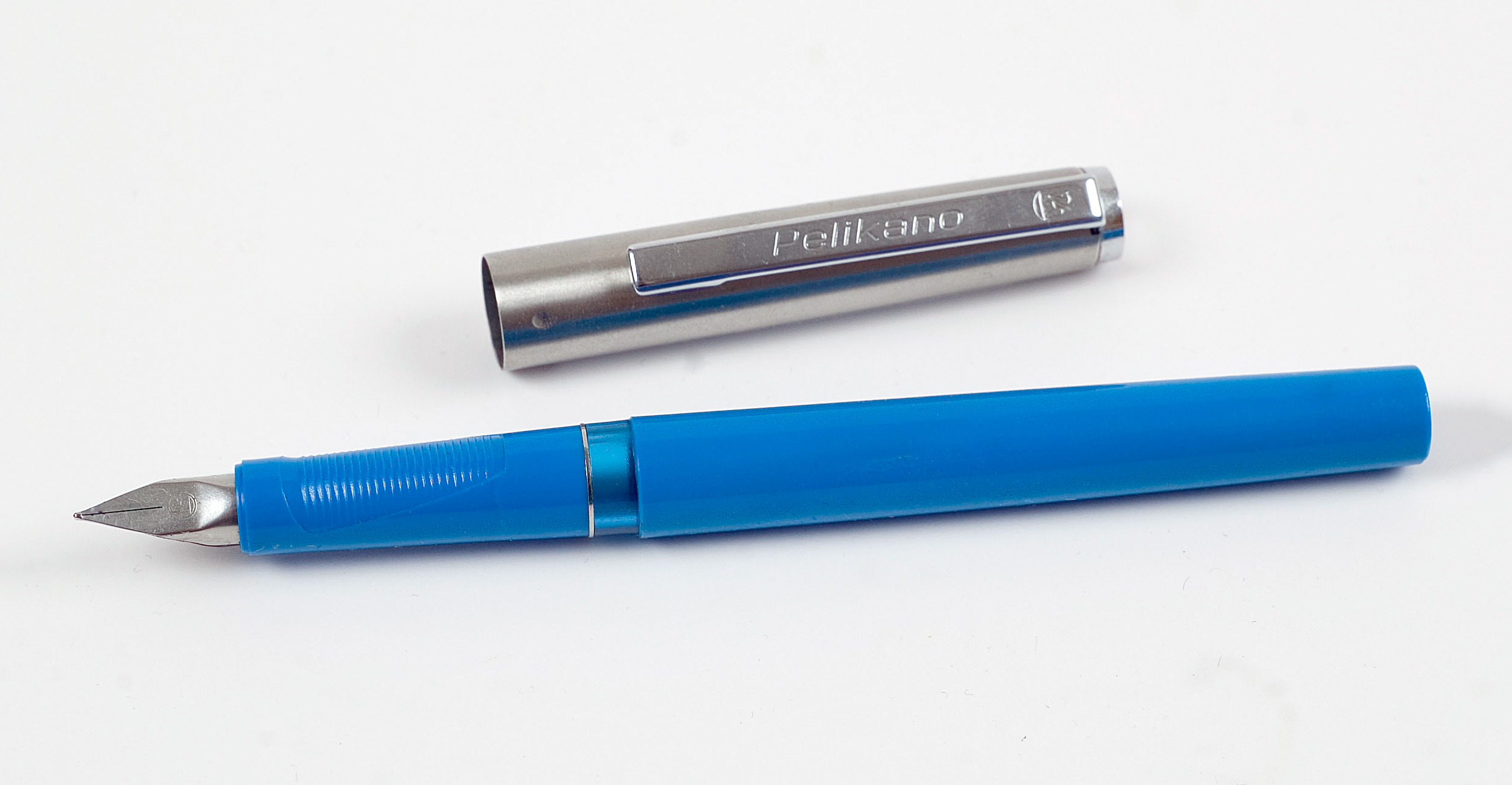
Pelikano-Füller von 1982

Pelikano ist die Bezeichnung für einen Schulfüller der Marke Pelikan. Er war einer der ersten seiner Gattung und im Verkauf äußerst erfolgreich.

## Entwicklung

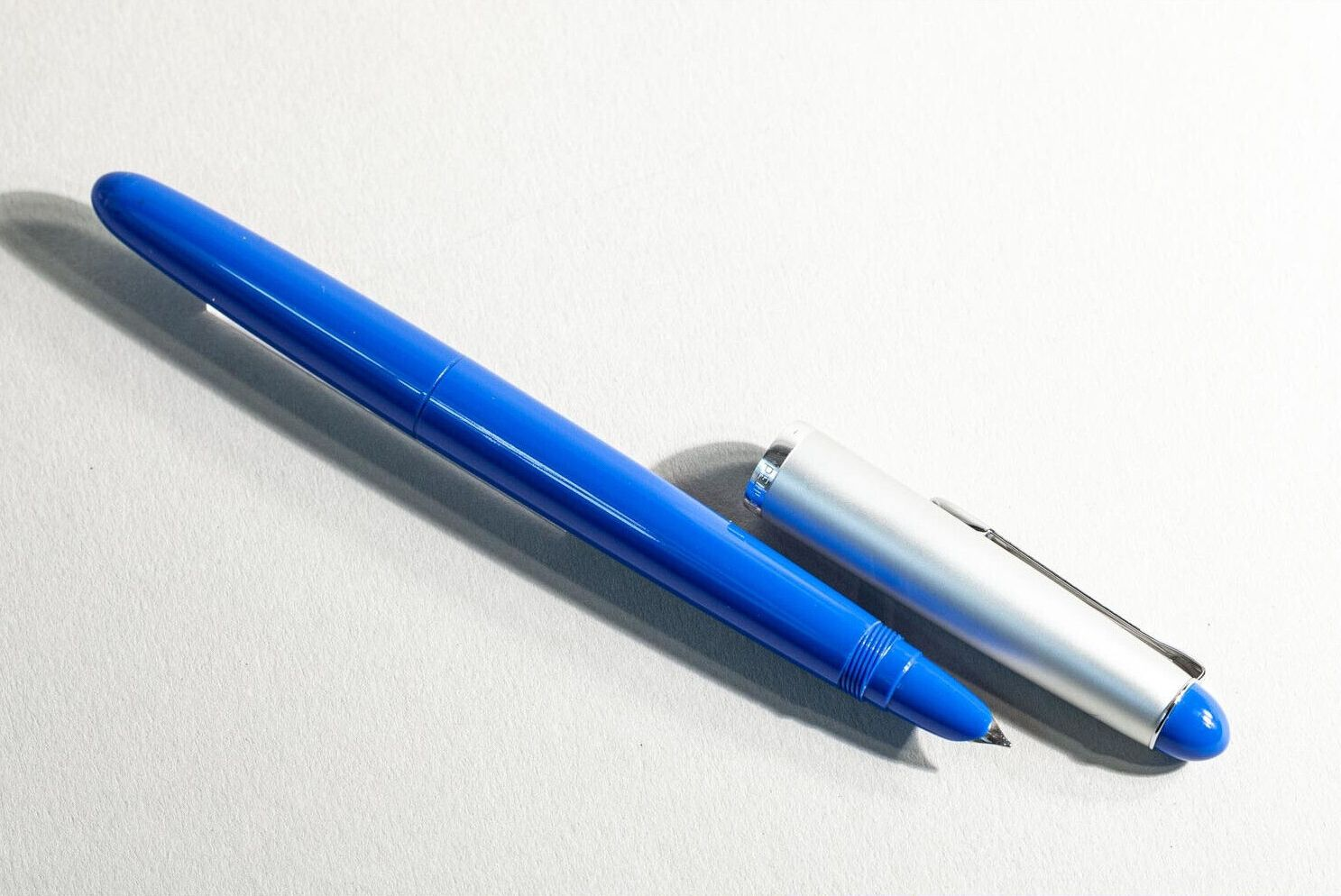
Erster Pelikano-Füller (Modell 1) 1960 bis 1964

1959 wurde der Pelikano auf Grundlage einer umfangreichen Befragung von Erziehern entwickelt. Bei diesem ersten Modell handelte es sich um einen Füllfederhalter, der speziell auf die Belange eines Schulkindes, das gerade das Schreiben erlernt, abgestimmt war. Dazu durfte der Halter für die Kinderhand nicht zu schwer sein. Auch bei aufgesteckter Kappe musste der Schwerpunkt möglichst weit vorne liegen, damit der Füller nicht aus der Hand „herauskippte“. 

### Beschaffenheit
Neuheiten auf dem Markt waren beim Pelikano vor allem der kleckssichere Tintenregler und die Kappe. Sie bestand aus Aluminium und war damit bruchsicherer und leichter als die herkömmlichen Materialien Hartgummi, Zelluloid oder Kunststoff. Als Farbe verwendete man Blau/Silber, ebenfalls ein Ergebnis von Marktforschungen. 

### Vertrieb
Die erstmals für einen Füllfederhalter eingesetzte Fernsehwerbung machte ein Millionenpublikum mit dem Pelikano vertraut. Schnell gab es wegen der starken Nachfrage Lieferschwierigkeiten. Die Händler annoncierten teilweise in der Zeitung „Pelikano wieder lieferbar!“ 1964 konnte die Firma in einem Prospekt verlauten lassen: „Inzwischen schreiben Millionen von Schülern mit dem Pelikano.“

### Weiterentwicklung
1965 wurde ein völlig neues Produkt entwickelt und vorgestellt. Der Füller hatte nun eine große schwingende Feder bekommen, die dennoch stabil genug war, um auch dem ungelenken Schreibdruck eines Schreibanfängers standzuhalten.
Hinsichtlich Aussehen, Technik, Form und Gebrauchssicherheit genügte das Pelikano-Modell 1965 den damaligen Ansprüchen. In Folgejahren gab es bis heute nur mehr oder weniger kosmetische Veränderungen oder Anpassungen an den Zeitgeschmack. 
1970 wurde die Farbkombination Rot/Silber aufgenommen. Damit kam man dem Wunsch vieler Eltern nach einer Farbe für Mädchen nach. 

#### Feder
Ein Experimentierfeld blieb die Feder, die sowohl elastisch sein sollte, damit die ungeübte Hand nicht verkrampfte, als auch stabil genug sein musste, damit sie nicht gespreizt und damit untauglich wurde. Über den Federschliff und die Federform wurde seitens der Firma immer wieder mit Pädagogen und Schülern diskutiert und experimentiert.

### Weitere Veränderungen

#### Griffprofil und Linkshändermodell
1973 kam das Griff-Profil für den Zeigefinger dazu, das als eine auf dem Vorderteil des Pelikano ausgebildete geriffelte Mulde dem Zeigefinger den Platz wies. Das garantierte die korrekte Fingerposition und Schreibhaltung. Der Federansatz war jetzt weniger verdeckt, aber noch leicht spitz zulaufend. Erstmals wurden in diesem Jahr auch spezielle Modelle für Rechts- und Linkshänder unter den Namen 460 und 461 eingeführt.
1984 wurde diese Schreibmulde um eine weitere für den Mittelfinger und ein Jahr später um eine „Rutschbremse“ für den Daumen ergänzt.

#### Tintensichtfenster
1989 gab es mit dem Tintensichtfenster am Schaft, welches die Sicht auf Tinten- und Reservepatrone freigab, eine größere technische Veränderung. Als neue Modefarben gab es Weiß mit schwarzem Clip und schwarzer Feder, Mint und Pink. 1990 erhielten die blauen und roten Pelikano-Modelle eine vergoldete Feder, die Varianten in Mint und Pink jeweils eine schwarze Feder und einen schwarzen Clip.

#### Pelikano Junior
In den Folgejahren zeigte sich eine gewisse Wandlung der Verbraucherwünsche im Hinblick auf den „ersten Füllhalter“. Er sollte wieder etwas kleiner und leichter werden. Der Pelikano wurde eher für Acht- bis Zehnjährige gekauft. Auf diesen Trend reagierte Pelikan mit der Einführung des Pelikano Junior, der sich speziell an Schreibanfänger richtet. 2003 wurde das Design des Pelikano erneut überholt.

#### Der Pelikano Tintenroller
Im Februar 2010 wurde der Pelikano abermals komplett überarbeitet und war nun erstmals neben dem Füllhaltermodell auch als Tintenroller erhältlich.